# 30ste Prix Lumières
De ceremonie van de 30ste Prix Lumières, georganiseerd door de Académie des Lumières, vond plaats op 20 januari 2025 in Parijs. De nominaties werden op 12 december 2024 bekendgemaakt.

## Winnaars en genomineerden
De winnaars staan bovenaan in vet lettertype.

### Beste film
- Emilia Pérez van Jacques Audiard
  - All We Imagine as Light van Payal Kapadia
  - L'Histoire de Souleymane van Boris Lojkine
  - Miséricorde van Alain Guiraudie
  - Le Roman de Jim van Arnaud Larrieu en Jean-Marie Larrieu

### Beste regisseur
- Jacques Audiard - Emilia Pérez
  - Matthieu Delaporte en Alexandre de La Patellière - Le Comte de Monte-Cristo
  - Alain Guiraudie - Miséricorde
  - Boris Lojkine - L'Histoire de Souleymane
  - François Ozon - Quand vient l'automne

### Beste actrice
- Karla Sofía Gascón - Emilia Pérez
  - Hafsia Herzi - Borgo
  - Agnès Jaoui - Ma vie ma gueule
  - Anamaria Vartolomei - Maria
  - Hélène Vincent - Quand vient l'automne

### Beste acteur
- Abou Sangaré - L'Histoire de Souleymane
  - Adam Bessa - Les Fantômes
  - Paul Kircher - Leurs enfants après eux
  - Karim Leklou - Le Roman de Jim
  - Pierre Niney - Le Comte de Monte-Cristo

### Beste jong vrouwelijk talent
- Ghjuvanna Benedetti - Le Royaume
  - Maïwène Barthélemy - Vingt Dieux
  - Malou Khebizi - Diamant brut
  - Clara-Maria Laredo - À son image
  - Megan Northam - Rabia

### Beste jong mannelijk talent
- Clément Faveau - Vingt Dieux
  - Sayyid El Alami - Leurs enfants après eux
  - Malik Frikah - L'Amour ouf
  - Félix Kysyl - Miséricorde
  - Pierre Lottin - Quand vient l'automne

### Beste debuutfilm
- Vingt Dieux van Louise Courvoisier
  - Diamant brut van Agathe Riedinger
  - Les Fantômes van Jonathan Millet
  - Rabia van Mareike Engelhardt
  - Le Royaume van Julien Colonna

### Beste Franstalige film in coproductie
- The Seed of the Sacred Fig van Mohammad Rasoulof
  - Grand Tour van Miguel Gomes
  - Green Border van Agnieszka Holland
  - Puan van María Alché en Benjamín Naishtat
  - Volveréis van Jonás Trueba

### Beste scenario
- Jacques Audiard - Emilia Pérez
  - Alain Guiraudie - Miséricorde
  - Boris Lojkine en Delphine Agut - L'Histoire de Souleymane
  - Jonathan Millet en Florence Rochat - Les Fantômes
  - François Ozon - Quand vient l'automne

### Beste cinematografie
- Nicolas Bolduc - Le Comte de Monte-Cristo
  - Josée Deshaies - La Bête
  - Tristan Galand - L'Histoire de Souleymane
  - Paul Guilhaume - Emilia Pérez
  - Claire Mathon - Miséricorde

### Beste filmmuziek
- Camille en Clément Ducol - Emilia Pérez
  - Bertrand Bonello en Anna Bonello - La Bête
  - Amaury Chabauty - Leurs enfants après eux
  - Alexandre Desplat - La Plus Précieuse des marchandises
  - Yuksek - Les Fantômes

### Beste documentaire
- Dahomey van Mati Diop
  - Bye Bye Tibériade van Lina Soualem
  - Madame Hofmann van Sébastien Lifshitz
  - Orlando, ma biographie politique van Paul B. Preciado
  - Journey into Gaza van Piero Usberti

### Beste animatiefilm
- Flow van Gints Zilbalodis
  - Angelo dans la forêt mystérieuse van Vincent Paronnaud en Alexis Ducord
  - Maya, donne-moi un titre van Michel Gondry
  - La Plus Précieuse des marchandises van Michel Hazanavicius
  - Sauvages ! van Claude Barras

## Films met meerdere nominaties
De volgende films ontvingen meerdere nominaties:
| Nominaties | Film                               | Prix Lumières |
| ---------- | ---------------------------------- | ------------- |
| 6          | Emilia Pérez                       | 5             |
| 5          | L'Histoire de Souleymane           | 1             |
| 5          | Miséricorde                        |               |
| 4          | Les Fantômes                       |               |
| 4          | Quand vient l'automne              |               |
| 3          | Le Comte de Monte-Cristo           | 1             |
| 3          | Leurs enfants après eux            |               |
| 3          | Vingt Dieux                        | 2             |
| 2          | Diamant brut                       |               |
| 2          | La Bête                            |               |
| 2          | La Plus Précieuse des marchandises |               |
| 2          | Rabia                              |               |
| 2          | Le Roman de Jim                    |               |
| 2          | Le Royaume                         | 1             |